# جرس أكسفورد الكهربائي

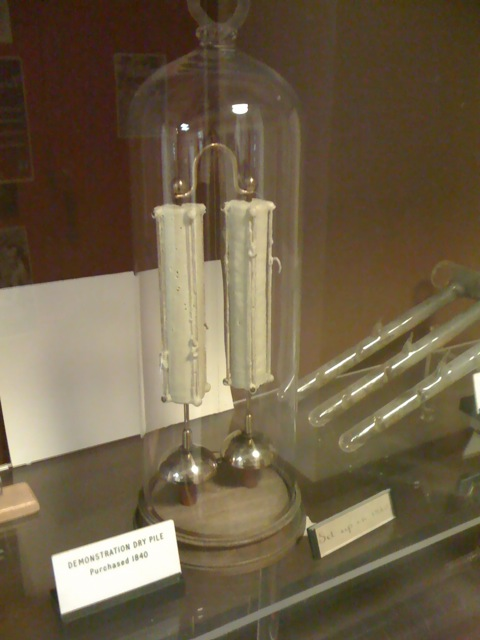

جرس أكسفورد الكهربائي ويعرف ايضاً باسم بطارية كلاريندون الجافة هو جرس تجريبي تم إنشاؤه في عام 1840م ويوجد في ممر مجاور لردهة مختبر كلاريندون في جامعة أكسفورد بإنجلترا حيث لا يزال يرن حتى يومنا هذا، وإن كان ذلك بشكل غير مسموع بسبب وجوده خلف طبقتين من الزجاج. كان هذا الجرس واحدا من القطع الأولى التي تم شراؤها لمجموعة من الأجهزة بواسطة رجل الدين والفيزيائي روبرت ووكر.

## التصميم
يتكون الجهاز من جرسين نحاسيين، كل منهما موضوع تحت عمود بطارية جافة حيث إن هذه البطاريات متصلة مع بعضها على التوالي.
تتعلق بين البطاريتين كرة معدنية بقطر 4 مم تقريبًا وتسمى المصفق والتي تدق الأجراس بالتناوب بسبب القوة الكهروستاتيكية.عندما يلمس المصفق جرسًا واحدًا، يتم شحنه بواسطة بطارية واحدة، ثم يتم نفره كهروستاتيكيا وينجذب إلى الجرس الآخر حيث تتكرر هذه العملية عند ضرب جرس للآخر.
كانت البطاريات قادرة على الصمود منذ إنشاء الجهاز بسبب استخدام القوى الكهروستاتيكية حيث تعني انه في حين أن الجهد العالي مطلوب لخلق الحركة، يتم نقل كمية صغيرة فقط من الشحنة من جرس إلى آخربتردد تذبذب يساوي 2 هيرتز.
إن المكون الأساسي لأعمدة البطارية الجافة غير معروف، حيث يُعتقد أنه قد يتكون من أعمدة بطارية زامبوني، ولكن ما هو معروف انها مغلفة بالكبريت المنصهر الذي يستخدم لعزل البطارية.
لعب هذا النوع من الأجهزة دورًا مهمًا في التمييز بين نظريتين مختلفتين للعمل الكهربائي وهما: نظرية التوتر التلامسي (حيث انها نظرية علمية قديمة جدا وتستند إلى مبادئ الكهرباء الساكنة التي كانت سائدة آنذاك) و نظرية الكيمياء الكهربية.
لن يستمر جرس أكسفورد الكهربائي بالحركة إلى الأبد، بل إنه سيتوقف في النهاية عندما تتوزع الشحنة بالتساوي بين عمودي البطارية الجافة أو في حال تلف المصفق أولاً.
قام الجرس بالرنين ما يقرب 10 مليارات رنة منذ عام 1840م حيث أنه يحمل الرقم القياسي العالمي لموسوعة غينيس باعتباره «البطارية الأكثر ديمومة في العالم والتي توفر الرنين المستمر».

## العمل
دق الجرس باستمرار منذ عام 1840م وذلك بصرف النظر عن بعض التوقفات القصيرة العرضية بسبب الرطوبة العالية.، ويعتقد أنه تم بناء الجرس في عام 1825م.